# フォアリバー造船所
フォアリバー造船所(Fore River Shipyard)は、アメリカ合衆国の造船所。公式には Fore River Ship and Engine Building Company の名称で、1884年から1986年にかけて操業した。

## 歴史
フォアリバー造船所は、アレクサンダー・グラハム・ベルが電話を発明した時の助手として知られるトーマス・A・ワトソンによって、1884年にマサチューセッツ州イースト・ブレーントリー近くのウェイマスに設立された。1901年に造船所はクインシー側に移動された。
1913年にベスレヘム・スチールが造船所を購入した。1964年にジェネラル・ダイナミクスによって買収され再び所有者が変わる。その後1986年に閉鎖された。
1994年に重巡洋艦「セーラム」(USS Salem, CA-139)がクインシーの造船所に帰還した。造船所は駐車場に使用するため2004年に地方の自動車ディーラーによって買収されたが、現在もボストンへの通勤者が乗る連絡船のための港である。
キルロイ参上の作者とされるジョン・J・キルロイはフォアリバー造船所の溶接検査官であった。

## 主な建造船

### 軍艦
多くの軍艦がフォアリバー造船所で建造された。その一部を以下に記す。括弧内は就役年。
航空母艦
- レキシントン (USS Lexington, CV-2) (1925)
- ワスプ (USS Wasp, CV-7) (1940)
- レキシントン (USS Lexington, CV-16) (1943)
- バンカー・ヒル (USS Bunker Hill, CV-17) (1943)
- ワスプ (USS Wasp, CV-18) (1943)
- フィリピン・シー (USS Philippine Sea, CV-47) (1946)

戦艦
- ニュージャージー (USS New Jersey, BB-16) (1906)
- ロードアイランド (USS Rhode Island, BB-17) (1906)
- ヴァーモント (USS Vermont, BB-20) (1907)
- ノースダコタ (USS North Dakota, BB-29) (1910)
- ネヴァダ (USS Nevada, BB-36) (1916)
- マサチューセッツ (USS Massachusetts, BB-59) (1942)

巡洋艦
- バーミングハム (USS Birmingham, CL-2) (1908)
- デトロイト (USS Detroit, CL-8) (1923)
- ローリー (USS Raleigh, CL-7) (1924)
- ノーザンプトン (USS Northampton, CA-26) (1930)
- ポートランド (USS Portland, CA-33) (1933)
- クインシー (USS Quincy, CA-39) (1936)
- ヴィンセンス (USS Vincennes, CA-44) (1937)
- クインシー (USS Quincy, CA-71) (1943)
- セーラム (USS Salem, CA-139) (1949)
- ロングビーチ (USS Long Beach, CGN-9) (1961)

駆逐艦
- スタレット (USS Sterett, DD-27) (1909)
- パーキンス (USS Perkins, DD-26) (1910)
- ウォーク (USS Walke, DD-34) (1911)
- ダンカン (USS Duncan, DD-46) (1913)
- クッシング (USS Cushing, DD-55) (1915)
- タッカー (USS Tucker, DD-57) (1916)
- サンプソン (USS Sampson, DD-63) (1916)
- ローワン (USS Rowan, DD-64) (1916)
- マハン (USS Mahan, DD-102) (1918)
- リード (USS Reid, DD-292) (1919)

潜水艦
- バイパー (USS Viper, SS-10) (1907)
- カトルフィッシュ (USS Cuttlefish, SS-11) (1907)
- タランチュラ (USS Tarantula, SS-12) (1907)

### その他の船
- トマス・W・ローソン：7本マストを装備した鋼製船体のスクーナー
- ウィリアム・L・ダグラス：6本マストの鋼製船体石炭船
- コンスティチューション、インディペンデンス：アメリカン・エクスポートライン向けに建造された大西洋航路定期船。